# Галицкая, Екатерина Викторовна
Екатерина Викторовна Галицкая (24 февраля 1987 года) — российская легкоатлетка, бобслеистка, мастер спорта международного класса.

## Карьера
Первым тренером Екатерины Галицкой был Калугин Александр Васильевич.
В 2011 году завоевала бронзу зимнего чемпионата России, а также завоёвывает золото в барьерной эстафете на летнем чемпионате России.
В 2012 году становится победительницей зимнего чемпионата России, а также завоёвывает серебро на летнем чемпионате России и становится чемпионкой страны в барьерной эстафете.
В августе 2012 года принимает участие в лондонской Олимпиаде, где не смогла пройти полуфинальный этап, прийдя в своём забеге на 100 м с барьерами 5-й, с результатом (12,9).
Бронзовый призёр в индивидуальной барьерной гонке и победительница в эстафете 4×100 метров с барьерами на чемпионате России 2013 года.
Победительница зимнего чемпионата России 2014 года, победитель Мемориала братьев Знаменских, бронзовый призёр чемпионата России 2014 года и чемпионка страны в барьерной эстафете.
Серебряный призёр зимнего чемпионата России 2015 года, серебряный призёр чемпионата России 2015 года.

## Дисквалификация
В феврале 2019 году спортивный арбитражный суд (CAS) в Лозанне признал Екатерину Галицкую виновной в нарушении антидопинговых правил. Аннулированы результаты соревнований Галицкой с 15 июля 2012 года по 31 декабря 2014 года. Спортсменка дисквалифицирована на 4 года с 31 января 2019 года.
7 апреля 2021 год спортивный арбитражный суд сократил срок дисквалификации до 3 лет .